# John Arundel, 1. Baron Arundel
John Arundel, 1. Baron Arundel (auch John d'Arundel oder John FitzAlan; * um 1348, nach anderen Angaben um 1351; † 15. Dezember 1379) war ein englischer Militär.

## Leben
John Arundel war der zweite Sohn von Richard FitzAlan, 10. Earl of Arundel und von Eleanor of Lancaster, einer Tochter von Henry Plantagenet, 3. Earl of Lancaster und Witwe von John de Beaumont. Sir Thomas Arundel war sein jüngerer Bruder. John heiratete vor 1364 Eleanor Maltravers, eine Enkelin von John Maltravers, 1. Baron Maltravers. Durch die Heirat erwarb er Lytchett Matravers in Dorset sowie Boyton und Corton in Wiltshire, dazu wurde seine Frau de iure Erbin des Titels Baron Maltravers. Wie sein Vater begann John während des Hundertjährigen Kriegs mit Frankreich eine militärische Karriere, doch wird er erst 1377 erstmals erwähnt, als er zum Lord Marshal of England ernannt wurde. Für dieses Amt sicherte ihm der König eine lebenslange Rente in Höhe von £ 100 pro Jahr zu, 1379 verdoppelte er die Summe. 1377 schlug Arundel einen französischen Angriff auf Southampton zurück. Am 4. August 1377 wurde er ins Parlament berufen, wobei umstritten ist, ob der Writ of Summons dem Baron Arundel oder durch das Recht seiner Frau dem Baron Maltravers  galt. Im November des Jahres unternahm er zusammen mit John de Montfort, dem Herzog der Bretagne, und mit Thomas of Woodstock eine Expedition in die Bretagne, wo sie erfolgreich das belagerte Brest entsetzen konnten. Anfang 1378 kehrten sie nach England zurück. Im Herbst 1378 reiste Arundel nach Cherbourg in die Normandie, um die Stadt gegen die Belagerung durch die Franzosen zu unterstützen. Nach seiner Rückkehr im März 1379 bereitete er eine neue Expedition in die Bretagne auf, um Herzog John de Montfort zu unterstützen.
Nach Angaben des Chronisten Thomas Walsingham, die teilweise durch eine spätere Untersuchungskommission bestätigt wurden, musste Arundels Truppe in Southampton lange auf günstige Winde für die Überfahrt warten. Während der Wartezeit begannen Arundels Soldaten Ausschreitungen, die er duldete. Dabei sollen die Soldaten auch in ein ungenanntes Frauenkloster eingedrungen sein und die Nonnen vergewaltigt haben. Arundel soll nichts unternommen haben, um sie davon abzuhalten. Anschließend plünderten die Soldaten in der Nachbarschaft, wobei sie auch einen Messbecher aus einer Kirche stahlen, und schleppten die Nonnen auf ihre Schiffe. Andere Kommandeure der Engländer, darunter der Söldnerführer Sir Hugh Calveley, sollen dagegen ihre Männer zurückgehalten haben. Als die Flotte entgegen dem Rat von Arundels Schiffsführer schließlich aufbrach, geriet sie in einen Sturm. Die Soldaten warfen Ausrüstung und ihre Beute über Bord, um die Schiffe zu erleichtern, und schließlich sollen sie auch 60 der geraubten Frauen ins Meer geworfen haben. Als sein Schiff vor die irische Küste getrieben wurde, befahl Arundel seinen Männern, das Schiff zu verlassen. Da der Sturm noch anhielt, weigerten sie sich. Der Schiffsführer versuchte, das Schiff sicher ans Ufer zu bringen, doch das Schiff lief auf Felsen auf und sank. Arundel ertrank, seine Leiche wurde drei Tage später gefunden und in einer irischen Abtei, nach anderen Angaben im Priorat von Lewes bestattet.

## Nachkommen
Aus seiner Ehe mit Eleanor Maltravers hatte er mehrere Kinder, darunter:
- John Arundel, 2. Baron Arundel (* vor 1364–1390)
- Sir William Arundel KG († 1400)
- Margaret d'Arundel ⚭ William de Ros, 6. Baron de Ros